# كين إيستمان
كين إيستمان (بالإنجليزية: Ken Eastman)‏ هو خزاف بريطاني، ولد في 1960 في واتفورد في المملكة المتحدة.